# Korinos

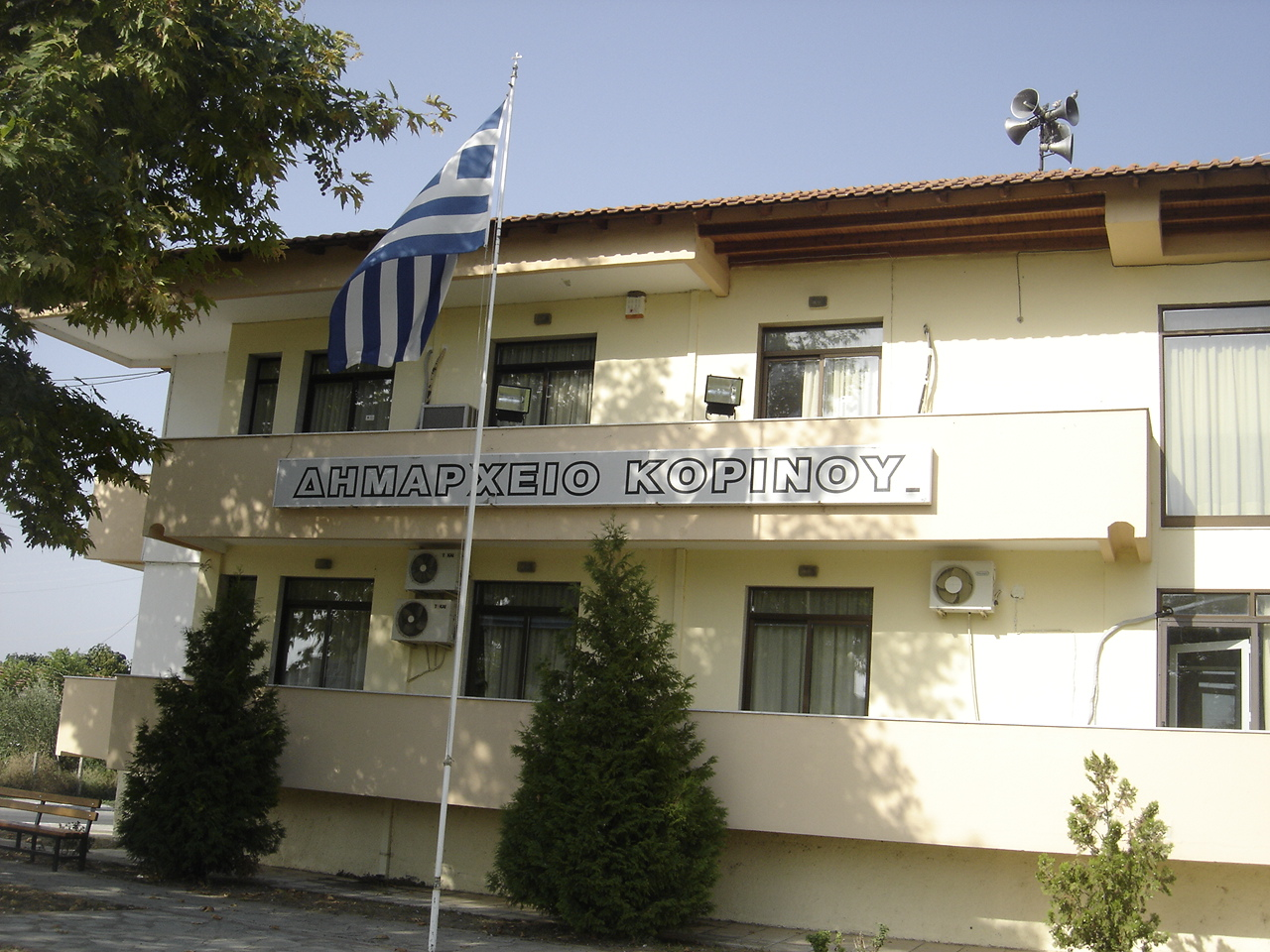
Das Rathaus von Korinos

Korinos (griechisch Κορινός (f. sg.)) ist eine Kleinstadt in Griechenland.

## Geografie
Die Stadt liegt im Regionalbezirk Pieria der griechischen Region Zentralmakedonien.
Sie hat rund 4.000 Einwohner.

## Geschichte
Seit 1928 ist Korinos selbständige Landgemeinde (kinotita), 1997 wurde Korinos durch die Eingemeindung mehrerer benachbarter Gemeinden zur Stadtgemeinde. Mit der Verwaltungsreform 2010 wurde Korinos in die Gemeinde Katerini eingemeindet, wo es seither einen von sechs Gemeindebezirken bildet.

## Verkehr
Die Autobahn 1, die Athen im Süden und Thessaloniki im Norden verbindet, führt im Westen an der Ortschaft vorbei.
Korinos liegt mit einem Bahnhof auch an der Bahnstrecke Piräus–Thessaloniki.